# John Holm
John Lennart Ali Holm, född 13 maj 1948 på Lilla Essingen i Stockholm, är en svensk sångare, gitarrist och låtskrivare. Han har givit ut sex album, inklusive de tre första uppmärksammade studioalbumen Sordin (1972), Lagt kort ligger (1974) och Veckans affärer (1976).
Holms musik kombinerar amerikansk singer-songwriter-stil med svensk vistradition. Bland de svenska artister och låtskrivare som han har påverkat finns Ulf Lundell, Per Gessle och Marie Fredriksson. 

## Biografi
John Holm upptäcktes av musikproducenten Anders Burman och debuterade 1972 som soloartist med albumet Sordin (Metronome). Två år senare kom albumet Lagt kort ligger (Metronome), då gitarristerna Arne Arvidson och Thommie Fransson medverkade. Båda dessa album producerades av Anders Burman. Tidigare hade John Holm, tillsammans med bland annat den blivande radiolegendaren Stefan Wermelin, ingått i gruppen The Underground Failure, som 1970 givit ut en självbetitlad LP på egna etiketten Black Light.
1976 kom John Holms tredje sjuttiotalsplatta – Veckans affärer (Metronome), som även den innehöll ett flertal klassiska låtar. Därefter kom det att dröja ända fram till 1988 innan John Holms fjärde album Verklighetens afton (WEA) gavs ut.
Efter Verklighetens afton flyttade John Holm till USA och återvände till Sverige 1999 i samband med att albumet Vägen till Californien (BMG/Rival) gavs ut. Detta album är för övrigt inspelat i USA med amerikanska musiker och innehåller till största delen svenska översättningar av John Holms amerikanska favoritlåtar.
2004 utgavs boken En sann historia (Ordförlaget). John Holm skriver om sitt liv, från barndomen på 1950-talets Lilla Essingen till sitt liv i Amerika och återkomsten till Sverige. Med boken följer en CD med John Holms urval av sina egna låtar.
Det senaste livstecknet på skiva från Holm fram till 2017 var en duett med Owe Thörnqvist, Ösa sand, på dennes album Recovered (Tornec) från 2005. Denna platta är återutgiven i boxen Boogieman (Bonnier Amigo Music Group) från 2009. 2017 sjöng Holm duett med Per Gessle på dennes låt Det är vi tillsammans från albumet En vacker dag.
Alla de klassiska Metronome-inspelningarna samlades tillsammans med ett antal tidigare outgivna inspelningar 1997 i boxen Främmande natt – John Holm 1967–97 (Metronome).
John Holm tilldelades den 18 november 2008 ett SKAP-stipendium för sina insatser som kompositör.
John Holms musik kan sägas pendla mellan singer-songwriter och progg. Hans spröda röst och djupa texter fortsätter att attrahera lyssnare trots att han inte släppt särskilt många skivor.
År 2015 gjorde John Holm sin första officiella spelning sedan 1970-talet. Det skedde på Säljerydsfestivalen den 4 juli och John Holm kompades av Peter Bryngelsson och Alex Holm. Senare på sommaren gjorde Holm ett flertal spelningar, och under 2016 gjordes ett par mindre turnéer.
Det finns så många vägar – en film om John Holm (2020) med manus och regi av Johan von Sydow, produktion SVT, premiärvisades i SVT2 lördagen 12 september 2020.
2025 tilldelades Holm Cornelispriset.

## Diskografi

### Solo

#### Originalalbum
- 1972 Sordin (Metronome) LP, CD
- 1974 Lagt kort ligger (Metronome) LP, CD
- 1976 Veckans affärer (Metronome) LP, CD
- 1988 Verklighetens afton (WEA) LP, CD
- 1999 Vägen till Californien (Rival/BMG) CD

#### Samlingsalbum
- 1994 John Holm 1972–1988 (WEA) CD
- 2001 Guldkorn (Metronome) CD
- 2004 John Holms favoriter (Ordförlaget) CD (bifogas boken En Sann Historia)

#### Samlingsbox
- 1997 Främmande natt – John Holm 1967–97 (Metronome) Samlingsbox 4CD

#### Singlar
- 1971 Svarte kungen / Nalen blås (Tibet-46) 7"
- 1972 Ett enskilt rum på Sabbatsberg / För att vara OSS så... / Frågor (Tibet-46) 7"
- 1988 Amerika / Hur ska jag (WEA) 7"
- 1988 Verklighetens afton / Hon säger - le mot mig (WEA) 7"
- 1997 Främmande natt – John Holm 1967–97 (Metronome) CD (5-låtars promo för samlingsboxen med samma namn)
- 1999 På andra sidan ån (Rival/BMG) CD
- 2000 Han måste gå / Ingen (Rival/BMG) CD

#### Musikvideo
- 1989 Verklighetens Afton

#### TV-framträdanden
- 1975 Allsköns musik  (Maria, många mil och år från här)
- 2000 Söndagsöppet  (Han måste gå)
- 2020 Det finns så många vägar - en film om John Holm. Finns på SVT Play till mars 2022.

#### Radioframträdanden
- 1975 Tonkraft  (Sången till Larry, Min mening, Maria, många mil och år från här, Medan dagen tornar upp, Min skuld till dig, Får man leva för det, En dag blev jag…, Den öde stranden, Om den blå himlen, Frågor bland många, Svarte kungen)

### The Underground Failure

#### Originalalbum
- 1970 The Underground Failure (Black Light) LP, CD

### Medverkan som soloartist

#### Originalalbum
- 1975 Blandade artister - Bonniers Musikklubb, 1 LP (Maria, många mil och år från här)
- 1980 Blandade artister - Tonkraft 1975-76 (TLP), 2 LP (Svarte kungen - liveversion)
- 1991 Blandade artister - Taube (EMI), 2 LP, 2 CD (Dansen på Sunnanö)
- 1991 Blandade artister - Metronomeklassiker, 1 CD (Maria, många mil och år från här)
- 1993 Blandade artister - Progg Hits, 3 CD (Ett enskilt rum på Sabbatsberg)
- 1994 Blandade artister - Vilda fåglar - sånger om barn (EMI), 2 LP, 2 CD (Barn)
- 1999 Blandade artister - Blues på svenska, 1 CD (Maria, många mil och år från här, Ett enskilt rum på Sabbatsberg)
- 1999 Blandade artister - Warner corner. 10, Gloria, 1 CD (Ett enskilt rum på Sabbatsberg)
- 2000 Blandade artister - Den bästa svenska musiken Volym 1, 1 CD (Vid ett fönsterbord mot parken, Ett enskilt rum på Sabbatsberg)
- 2000 Blandade artister - Den bästa svenska musiken Volym 2, 1 CD (Din bäste vän)
- 2003 Blandade artister - Cornelis & Taube (EMI) ,2 CD (Dansen på Sunnanö)
- 2005 Blandade artister - Proggklassiker vol. 2, 2 CD (Ett enskilt rum på Sabbatsberg)
- 2005 Blandade artister - Staden i blått, 1 CD (Ett enskilt rum på Sabbatsberg)
- 2005 Blandade artister - Drömmar Dur Och Moll 36 Män På Svenska ,1 CD (Ett enskilt rum på Sabbatsberg)
- 2007 Blandade artister - Hotell National 5 år, 2 CD (Sabbatsberg)
- 2009 Blandade artister - Hotell National 7.5, 2 CD (Får man leva för det, Sabbatsberg - alternativa versioner)
- 2009 Blandade artister - Metronome Records 1949-2009 4-CD/Box (Maria, många mil och år från här, Ett enskilt rum på Sabbatsberg)
- 2010 Blandade artister - Sveriges bästa visor med Sveriges största artister 6, 1 CD (Ett enskilt rum på Sabbatsberg)
- 2010 Blandade artister - Kopparbärs Rock vol 8, 1 CD (Den öde stranden )
- 2010 Blandade artister - För Full Hals/Proggen 1967-69, 1 CD (Den öde stranden )
- 2011 Blandade artister - Sommarlåtar 1 (Sommaräng )
- 2012 Blandade artister - Midsommar 1 (Sommaräng )
- 2013 Blandade artister - Progglådan, 10 CD - Live från Tonkraft  (Min skuld till dig, Får man leva för det, En dag blev jag, Öde stranden, Sången om den blå himlen, Frågor bland många, Den svarte kungen)

### Medverkan som gästartist

#### Originalalbum
- 1974 Marie Bergman - Mitt ansikte (Metronome) LP (Nästa gång går det bättre)
- 1978 Ulf Lundell - Nådens år (Parlophone) LP, CD (Sonjas vals)
- 1989 Ola Magnell - Neurotikas motell (EMI) LP, CD (Sittande fåglar)
- 1990 Babies - De vet ingenting där de går... (Nonstop) LP, CD, 7" (Mina drömmar)
- 2004 Stefan Sundström - Hjärtats melodi (National) CD (Låt dom gå, Om jag kommer upp till Jesus & Låg sol)
- 2005 Owe Thörnqvist - Recovered (Tornec) CD (Ösa sand)
- 2005 Blandade artister - Hotell National vol II (National) (Låt dom gå, med Stefan Sundström)
- 2007 Ulf Lundell - Under Vulkanen (Capitol)  CD (Glad igen från 1978)
- 2017 Per Gessle - This is: Per Gessle (Det är vi tillsammans)

### Medverkan som producent

#### Originalalbum
- 1982 Tom Trick - Mini-lp (Metronome) LP

### Turné 2015
- Säljerydsfestivalen 4 juli
- Hudiksvall 18 juli
- Landvetter 20 november
- M/S Viking Cinderella 21 november
- Halmstad 27 november
- Växjö 28 november